# دورتی دل
دورتی دل (انگلیسی: Dorothy Dell Goff؛ ۳۰ ژانویهٔ ۱۹۱۵ – ۸ ژوئن ۱۹۳۴) یک هنرپیشه اهل ایالات متحده آمریکا بود.
از فیلم‌ها یا برنامه‌های تلویزیونی که وی در آن نقش داشته است می‌توان به خانم مارکر کوچک اشاره کرد.